# Georg Paul Thomann

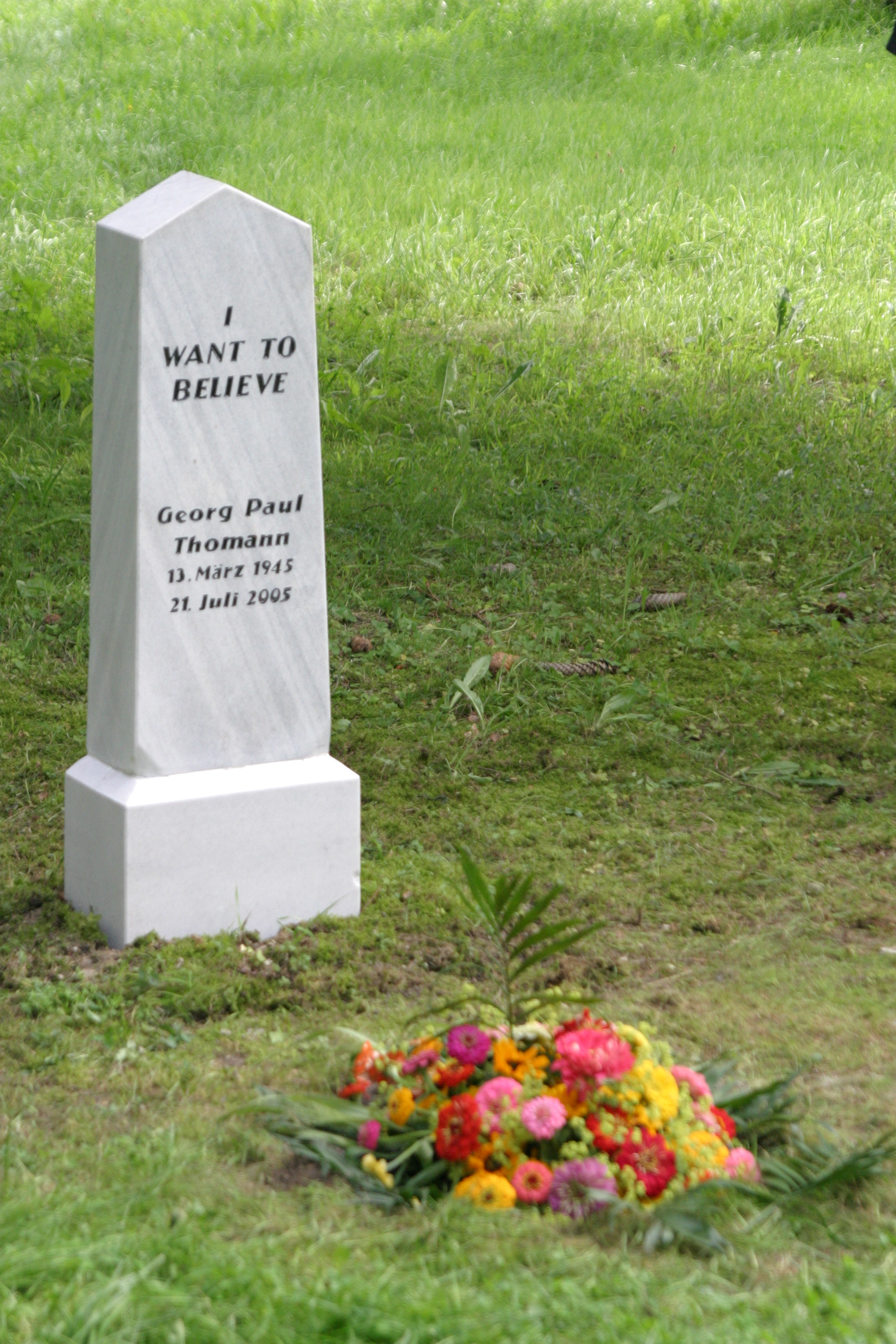
Georg Paul Thomanns Grab in Hall in Tirol; das Objekt wurde von monochrom 2005 geschaffen

Georg Paul Thomann ist ein fiktiver österreichischer Künstler, der von der Kunstgruppe monochrom entwickelt und 2002 als offizieller Vertreter Österreichs auf die Biennale von São Paulo gesandt wurde. Die Aktion gilt als eine der Schlüsselaktionen im Werk von monochrom und ist ein vielzitiertes Kunstwerk der 2000er-Jahre.

## Biennale von São Paulo
monochrom wurde im Jahre 2001 von der Kuratorin Zdenka Badovinac eingeladen, Österreich auf der Biennale von São Paulo zu vertreten. Das politische Klima in Österreich (aufgrund der kurz zuvor ins Amt gekommenen schwarz-blauen Regierung) machte es für die Mitglieder der linksorientierten Gruppe aber unmöglich, Österreich direkt zu repräsentieren. monochrom entschloss sich deswegen, den fiktiven Künstler Georg Paul Thomann zu erschaffen und ein 500-seitiges Buch über sein Leben und Wirken zu gestalten, und Thomann als offiziellen Vertreter Österreichs auf die Biennale zu schicken. Dies wurde per offizieller Presseaussendung verkündet. Der Fake wurde lange nicht aufgedeckt bzw. Journalisten entschlossen sich gezielt, den Fake nicht zu entlarven. Eva Grinstein bemerkte im Kunstmagazin Flash Art, dass die Gruppe durch die Anwendung dieses ironischen Mechanismus – sogar der offizielle Gesamtkatalog der Biennale enthielt die Biografie des nicht existierenden Künstlers – das philosophische und bürokratische Dilemma, das mit dem System der nationalen Repräsentation verbunden war, durch reine Fiktion löste.

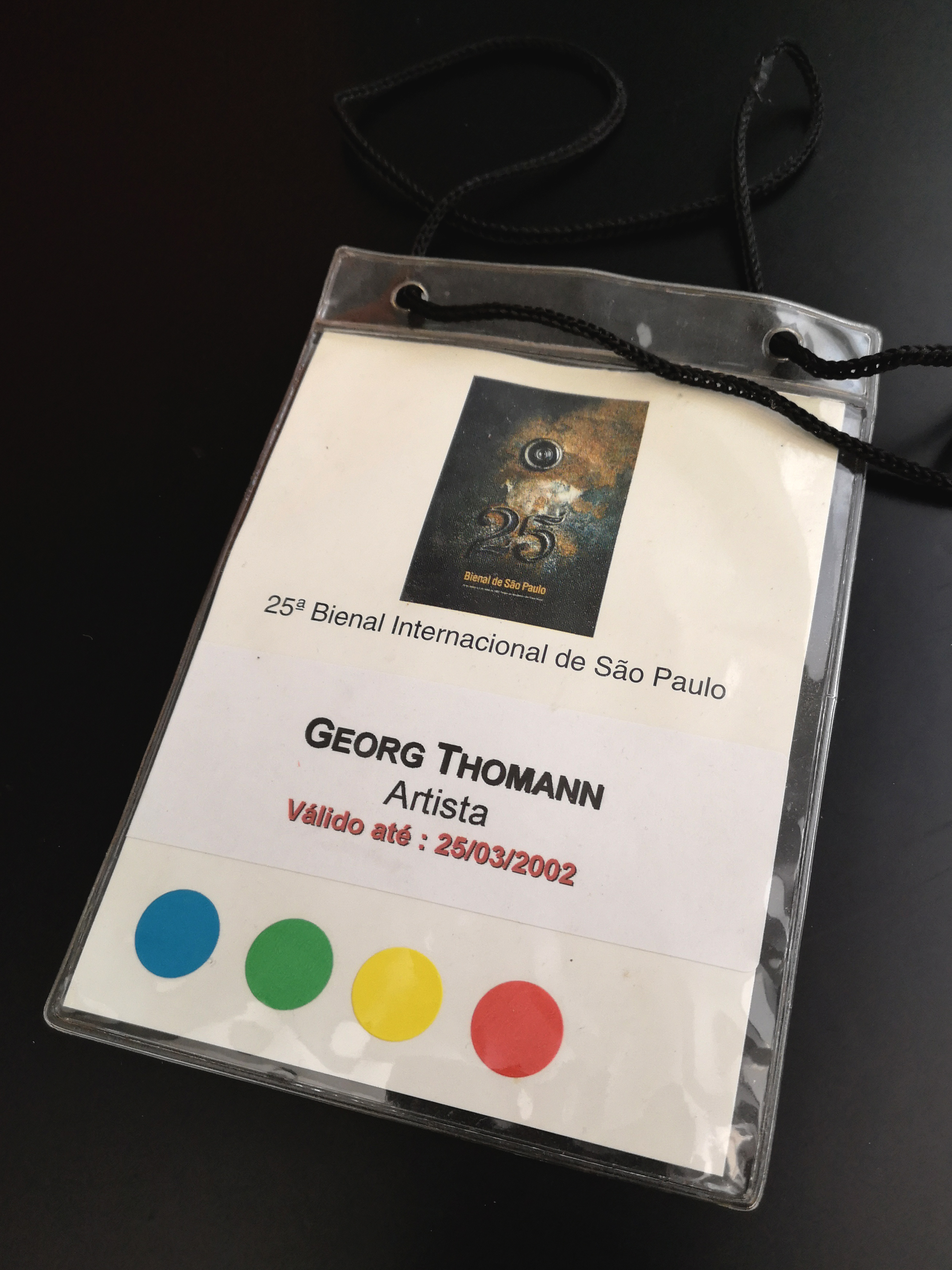
Georg Paul Thomanns Künstlerausweis auf der 25. São Paulo Biennale

Weitere Entwicklungen zu Georg Paul Thomann ergaben sich im Laufe der Biennale. Als Repräsentant von Taiwan wurde der Künstler Chien-Chi Chang geladen. Die Administration (unter Festivalleiter Alfons Hug) tauschte allerdings den Landesnamen an seinem Ausstellungsbereich über Nacht gegen das Label Museum of Fine Arts, Taipei aus. Nico Israel schrieb im Magazin Artforum, dass die Biennale ein politisches Minenfeld war, und Hug nur mit Mühe und Not nicht in die Luft flog, z. B. durch Appeasement-Politik. Wie monochrom herausfand, hatte China mit komplettem Rückzug von der Biennale (und damit mit massiven diplomatischen Schwierigkeiten) gedroht, falls die Organisatoren wagen würden, die Ein-China-Politik anzufechten. Ein offener Brief von Chang blieb unbeantwortet. monochrom lud daraufhin im Namen von Georg Paul Thomann Künstler aus zahlreichen Ländern ein, ihre Solidarität mit Chang kundzutun, indem sie Klebebuchstaben aus den eigenen Länderbeschriftungen an Chang spendeten, um ihm die erneute Beschriftung „Taiwan“ an seiner Ausstellung zu ermöglichen. Die Intention von monochrom war dabei, ein künstlerisches Statement gegen den kontrollgesellschaftlichen Imperativ der Fragmentierung und Isolierung der von Konkurrenzdenken getriebenen Kunstmärkte und Ausstellungen zu setzen.

Zahlreiche Zeitungen aus dem asiatischen Raum berichteten über die Aktion. Die Taipei Times veröffentlichte einen Bericht über die Aktion und brachte die Schlagzeile „Austrian artist Georg Paul Thomann saves 'Taiwan'“ („Der österreichische Künstler Georg Paul Thomann rettet 'Taiwan'“).
Thomas Edlinger nimmt monochroms Taiwan-Intervention in seinem Buch „Der wunde Punkt“ (2015) als Beispiel für neue Formen der Institutionskritik: „An solchen Beispielen aus dem Spannungsfeld von Inklusion und Exklusion erkannt man, dass Institutionskritik sich ständig wandelt und keine fixen Regeln kennen kann. Kontextualisierung und Site Specifity sind zu Schlüsselbegriffen geworden. Je nach Lage verführt sie sehr verschieden und will auch sehr Verschiedenes. Zudem ist der Umschlag von Kritik zur Affirmation immer möglich und kaum berechenbar.“

## Thomanns Tod
Am 25. Juli 2005 vermeldete monochrom in einer Presseaussendung: „Der Künstler und Autor Prof. Georg Paul Thomann ist in der Nacht auf Freitag in Folge eines tragischen Unfalls verstorben.“ Viele österreichische Zeitungen, die noch nichts von der Fälschung wussten, druckten Thomanns Nachruf ab.
Am 29. Juli 2005 inszenierte monochrom seine Beerdigung in Hall in Tirol. Sie gestalteten den Grabstein von Georg Paul Thomann und fügten eine eingravierte URL der Thomann-Projektseite hinzu. Thomanns Grabstein war ursprünglich im Stadtpark aufgestellt, wurde aber noch im selben Jahr auf Anordnung des Leiters einer nahe gelegenen psychiatrischen Klinik entfernt. Die Patienten der Klinik hatten begonnen, Kränze und Blumen auf Thomanns Grab niederzulegen, und häufig beteten zahlreiche Patienten für Thomann. Als erste Reaktion ließ der Direktor der Klinik den Grabstein mit einem Tuch abdecken, ordnete aber später seine vollständige Entfernung an, ohne dass monochrom oder die Stadt Hall in Tirol, die die öffentliche Skulptur genehmigt hatte, dem zugestimmt hätten. Vorerst war unklar, was mit dem Grabstein geschehen war, aber er wurde auf einem Kreisverkehr in der Nähe eines Baumarktes in der Stadt entdeckt. Doch auch von dort wurde er wieder von einem Unbekannten entfernt. Nach mehrjähriger Suche wurde der Grabstein im Obstkeller eines Landwirts entdeckt und nach Wien gebracht, wo er im Rahmen der Ausstellung zum 20-jährigen Jubiläum von monochrom im MUSA gezeigt wurde.
Der Grabstein ist heute Teil der Kunstsammlung der Stadt Wien.

## Rezeption und Einfluss
Das Projekt wird oft als eine der prominentesten taktischen Kunstinterventionen und art pranks der 2000er bewertet.
Verschiedene Autoren und Künstler verwenden Thomann als Sammelpseudonym in ihren Arbeiten oder schleusten Thomann-Werke in Publikationen oder Galerien. Peter Kramer rezensierte den fiktiven Thomann-Kurzfilm „Gutes Erb(g)ut/Schlechtes Erbgut“ im Filmmagazin Ray (2/2002). Der deutsche Autor Johannes Ullmaier zitiert Thomanns fiktives Buch „Die Konflikt-Masche“ (1999) in seinem Buch Von Acid nach Adlon. Auch Stefanie Udema bezieht sich in ihrem Essay „Christian Kracht und die Entwicklung der Popliteratur“ auf das Buch. Der Künstler Ryan Gander präsentierte einen 16-mm-Film, den er Georg Paul Thomann zuschrieb, als Teil seiner Installation The Best Club (2011). Auch der kolumbianische Drehbuchautor, Produzent und Regisseur Luis Ospina verwendete mitunter das Pseudonym Georg Paul Thomann.